# Hello, Goodbye
Hello, Goodbye – piosenka zespołu The Beatles, napisana przez Paula McCartneya, jednak autorstwo przypisane zostało duetowi Lennon/McCartney. Utwór znalazł się na albumie Magical Mystery Tour i wydany został na singlu w listopadzie 1967 roku. Na listach przebojów w Stanach Zjednoczonych i Wielkiej Brytanii singiel znalazł się na pozycji pierwszej.

## Listy przebojów
| Kraj              | Lista                          | Pozycja |
| ----------------- | ------------------------------ | ------- |
| Australia         | National Top 40                | 1       |
| Austria           | Ö3 Austria Top 40              | 2       |
| Belgia            | Ultratop 50 Singles (Flandria) | 2       |
| Francja           | Top Singles                    | 1       |
| Irlandia          | Irish Singles Chart            | 2       |
| Holandia          | Single Top 100                 | 1       |
| Kanada            | Top 100 Singles                | 1       |
| Niemcy            | Top 100 Singles                | 1       |
| Norwegia          | Topp 20 Single                 | 1       |
| Szwajcaria        | Singles Top 75                 | 2       |
| Wielka Brytania   | Official Singles Chart Top 100 | 1       |
| Stany Zjednoczone | Hot 100                        | 1       |